# ابوعثمان مازنی
بکر بن محمّد مازنی شیبانی با کُنیهٔ ابوعثمان (درگذشته به سال 248 ق برابر ۸۶۳ م) ادیب، زبان‌شناس و نویسنده عراقی در سدهٔ سوم هجری/ نهم میلادی بود. 

## اساتید و مشایخ
مازنی از اصمعی، صالح جرمی و ابوزید انصاری فراگرفت. در روزگار معتصم وارد بغداد شد و از علمای آنجا نیز فراگرفت. در روزگار واثق به سامرا رفت. 

## تخصص ها
مازنی را از پیشوایان علم لغت، نحو، ادبیات، شعر روایی می‌دانند که در روزگار خود بسیار موثق بود. 

## مذهب
مازنی در علم کلام نیز شهرت داشت و مشرب کلامی شیعه و ابن میثم نواده میثم تمار را داشت و با کسی مناظره نکرد الا اینکه او را شکست داد. 
در باب مذهب وی تراجم نگاران هماهنگ نیستند و برخی او را شیعه یا معتزلی دانسته اند،   البته چون اکثر تراجم نگاران شیعی و اهل سنت او را شیعه امامی دانسته‌اند.  

## آثار
- کتاب فی القرآن
- کتاب ما یَحلن فیه العامّة
- کتاب الألف و اللام
- کتاب التصریف
- کتاب علل النحو
- کتاب تفسیر
- کتاب سیبویه
- کتاب الدیباج
- کتاب العروض
- کتاب القوانی[۱]